# Инсулиновая помпа
Инсулиновая помпа — медицинское устройство для введения инсулина при лечении сахарного диабета, также известном как терапия с непрерывным подкожным введением инсулина. Устройство включает в себя:
- саму помпу (с органами управления, модулем обработки и батарейками)
- сменный резервуар для инсулина (внутри помпы)
- сменный инфузионный набор, включающий в себя канюлю для подкожного введения и систему трубок для соединения резервуара с канюлей.

Инсулиновая помпа является альтернативой многократным ежедневным инъекциям инсулина инсулиновым шприцем или инсулиновой шприц-ручкой и позволяет проводить интенсивную инсулинотерапию при использовании в сочетании с мониторингом уровня глюкозы и подсчётом количества углеводов.

## Установка
Для использования инсулиновой помпы вначале необходимо наполнить резервуар инсулином. В некоторых помпах используются предварительно заполненные одноразовые картриджи, которые заменяются после опорожнения. Однако в большинстве случаев сам пациент заполняет резервуар инсулином, предписанным для данного пользователя (обычно это Апидра, Хумалог или Новорапид).
Порядок установки:
1. Вскрыть новый (стерильный) пустой резервуар.
2. Извлечь поршень.
3. Ввести иглу в ампулу с инсулином.
4. Впустить воздух из резервуара в ампулу во избежание возникновения вакуума в ампуле при заборе инсулина.
5. Ввести инсулин в резервуар с помощью поршня, затем удалить иглу.
6. Выдавить пузырьки воздуха из резервуара, затем удалить поршень.
7. Подсоединить резервуар к трубке инфузионного набора.
8. Установить собранный блок в помпу и заправить трубку (прогнать инсулин и (при наличии) пузырьки воздуха через трубку). При этом помпа должна быть отсоединена от человека, чтобы избежать случайной подачи инсулина.
9. Подсоединить к месту введения (и заправить канюлю, если был вставлен новый набор).

## Дозировка
Инсулиновая помпа не использует инсулин продлённого действия. В качестве базального инсулина используется инсулин короткого или ультракороткого действия.
Инсулиновая помпа подаёт один тип инсулина короткого или ультракороткого действия двумя способами:
1. болюс — доза, подаваемая на еду или для коррекции высокого уровня Глюкозы крови.
2. базальная доза подаётся непрерывно с настраиваемым Базальным уровнем для обеспечения потребности в инсулине между едой и ночью.

### Форма болюса
Пользователь инсулиновой помпы имеет возможность влиять на профиль подачи короткого или ультракороткого инсулина, выбирая форму болюса. Каждый пользователь может экспериментировать с формами болюса, чтобы определить наилучший вариант для каждого вида пищи и тем самым улучшить контроль над уровнем глюкозы крови и адаптировать форму болюса к своим потребностям.
Стандартный болюс — одномоментное введение дозы инсулина. Это больше всего похоже на инъекцию. В случае «остроконечной» формы — это максимально быстрая подача болюса для данного типа инсулина. Стандартный болюс лучше всего подходит при приёме высокоуглеводной пищи с низким содержанием белков и жиров, так как он быстро возвращает уровень сахара крови к нормальным значениям.
Квадратный болюс — медленное, распределённое по времени введение инсулина. Подача болюса «прямоугольной» формы позволяет избежать высокой начальной дозы инсулина, которая может попасть в кровь и вызвать низкий уровень сахара крови до того, как пищеварительная система сможет ускорить проникновение сахара в кровь. Квадратный болюс также увеличивает время действия инсулина по сравнению с обычной подачей. Квадратный болюс подходит при приёме пищи с высоким содержанием белков и жиров (бифштексов и т. д.), который повысит сахар крови на много часов с момента начала введения болюса. Квадратный болюс также полезен для людей с медленным пищеварением (напр., больных гастропарезом).
Двойной болюс/многоволновой болюс — комбинация стандартного одномоментного болюса и квадратного болюса. Эта форма обеспечивает высокую начальную дозу инсулина и затем растягивает конечную фазу действия инсулина. Двойной болюс подходит для пищи с высоким содержанием жиров и углеводов, например, пиццы, макарон с жирным сливочным соусом и шоколадного торта.
Суперболюс — способ повышения пикового действия стандартного болюса. Так как действие болюсного инсулина в кровотоке продлится несколько часов, подачу базального инсулина в течение этого времени можно остановить или сократить. Это улучшает «усвоение» базального инсулина и его включение в пиковое действие болюса, за счёт чего подаётся то же общее количество инсулина, но более быстрого действия, чем можно добиться при совместном применении одномоментной и базальной дозы. Суперболюс полезен для некоторых видов пищи (например, сладких сухих завтраков), после употребления которых возникает большой пик уровня сахара крови. Он отвечает на пик сахара крови максимально быстрой доставкой инсулина, которой можно добиться на практике с помощью помпы.

### Время введения болюса
Так как пользователь помпы должен вручную запускать введение болюса, это даёт ему возможность предварительно вводить болюс с тем, чтобы использовать возможности помпы и предотвратить гипергликемию после приёма пищи. Предварительный болюс — это простой болюс инсулина, подаваемый до того, как он действительно потребуется, чтобы компенсировать потреблённые углеводы.
Предварительный болюс полезен в следующих двух ситуациях:
1. Предварительный болюс инсулина ослабит пик сахара в крови, возникающий вследствие потребления высокоуглеводистой пищи. Аналоги инсулина, такие как «Новорапид» и «Апидра» обычно начинают воздействовать на уровень сахара в крови через 15-20 минут после введения. При этом легкоусвояемые углеводы часто попадают в кровоток гораздо быстрее, чем инсулин, введённый для их компенсации, в результате чего повышаются пиковые уровни сахара в крови. Если болюс вводится за 20 минут до еды, то введённый заранее инсулин попадает в кровоток одновременно с усвоенными углеводами и сдерживает рост пиковых уровней глюкозы.
2. Предварительный болюс инсулина может также сочетать в себе пищевой болюс и корректирующий болюс, если сахар в крови перед едой находится выше целевого значения. Время введения болюса является контролируемой переменной для снижения уровня сахара в крови до того, как приём пищи снова вызовет его повышение.

Аналогично, низкий уровень сахара в крови или низкоуглеводистая пища лучше всего могут быть компенсированы введением болюса после начала еды. Уровень сахара в крови, тип употребляемой пищи и индивидуальная реакция человека на пищу и инсулин влияют на идеальное время введения болюса с помощью помпы.

### Базальные профили
Профиль для подачи базального инсулина в течение суток можно также настроить под потребности пользователя помпы:
- уменьшение базальной дозы ночью в целях предотвращения низкого уровня сахара крови у младенцев и детей ясельного возраста;
- увеличение базальной дозы ночью в целях противодействия высокому уровню сахара крови, вызванному гормонами роста у подростков;
- увеличение дозы перед рассветом ночью в целях предотвращения высокого уровня сахара крови вследствие Феномена утренней зари у взрослых и подростков;
- в упреждающем порядке перед регулярными физическими упражнениями, например, утренней гимнастикой, для учеников начальной школы или после тренировок по баскетболу для учеников средней школы.

### Определение базальной дозы
Потребность в базальном инсулине меняется в зависимости от индивидуума и времени суток. Базальная доза для конкретного периода времени определяется путём голодания с периодическим анализом уровня сахара крови. Пищевой и болюсный инсулин нельзя вводить во время оцениваемого периода и менее чем за 4 часа до него. Если уровень сахара в крови резко колеблется во время анализа, базальную дозу можно изменить с тем, чтобы увеличить или уменьшить подачу инсулина и поддержать относительно стабильный уровень сахара крови.
Например, для определения утренней потребности в базальном инсулине человек должен пропустить завтрак. С момента пробуждения следует периодически измерять уровень глюкозы крови до обеда. Изменения уровня глюкозы крови компенсируются настройкой утренней базальной дозы. Процесс повторяется в течение нескольких дней, при этом меняется период голодания, пока не будет создан 24-часовой профиль, который поддерживает относительно стабильный уровень сахара в крови натощак. Как только базальная доза будет соответствовать потребности в базальном инсулине натощак, пользователь помпы получит гибкие возможности пропустить или передвинуть время еды, например, чтобы поспать подольше на выходных или выполнить сверхурочную работу в будние дни.
Многие факторы могут изменить потребность в инсулине и потребовать коррекции базальной дозы:
- непрерывная гибель бета-клеток после диагностирования диабета 1-го типа («медовый месяц»)
- скачки роста, особенно в период Полового созревания
- набор или потеря веса
- лекарственная терапия, влияющая на чувствительность к инсулину (напр., Кортикостероидами)
- изменения распорядка приёма пищи, сна или упражнений
- ухудшение контроля над гипергликемией
- в зависимости от времени года.

Пользователь должен быть проинформирован своим лечащим врачом о необходимости определения базальной дозы перед началом терапии с использованием помпы.

### Временные базальные дозы
Так как базальный инсулин подаётся в виде инсулина быстрого действия, его количество можно быстро увеличить или уменьшить по мере необходимости с помощью временной базальной дозы. Примеры ситуаций, когда это полезно:
- Во время длительных поездок на автомобиле, когда требуется больше инсулина из-за отсутствия физической активности.
- Во время и после спонтанных физических упражнений и занятий спортом, когда организму требуется меньше инсулина.
- Во время болезни или при стрессе, когда базальная потребность увеличивается.
- При наличии в крови кетонов, когда требуется дополнительный инсулин.
- Во время Менструаций, когда требуется дополнительный базальный инсулин.

## Преимущества применения инсулиновых помп
- Пользователи помп сообщают об улучшении качества жизни в сравнении с использованием других устройств для доставки инсулина (напр. шприц-ручек). Некоторые пациенты сравнивают Инсулиновую помпу с лифтом в многоэтажном доме, об улучшении качества жизни сообщается у пациентов с диабетом 1-го(инсулинозависимого) типа и диабетом 2-го типа, использующих помпы.[2]
- Применение инсулина ультракороткого действия для базальных потребностей обеспечивает относительную свободу от структурированного режима питания и упражнений, необходимых ранее для контроля сахара крови посредством инсулина продлённого действия.
- Многие пользователи помп считают, что введение доз инсулина из помпы является более удобной и незаметной процедурой, чем инъекция.
- Инсулиновые помпы позволяют доставлять более точное количество инсулина, чем инъекции шприцем или шприц-ручкой. Это помогает точнее контролировать уровень сахара и гемоглобина A1c в крови, уменьшая вероятность развития долговременных осложнений, связанных с диабетом. Предполагается, что это приведёт к долгосрочной экономии расходов, связанных с многократными ежедневными инъекциями.[3]
- Многие современные «умные» помпы имеют функцию «помощник болюса», которая рассчитывает требуемое количество инсулина, учитывая предполагаемое потребление углеводов, уровень сахара крови и ещё активный ранее введённый инсулин.
- Инсулиновые помпы могут предоставлять точные сведения об использовании инсулина благодаря меню истории. Во многих инсулиновых помпах эту историю можно загрузить в компьютер и представить в виде графика с целью анализа тенденции.
- Невропатия — серьёзное осложнение диабета, устойчивое к обычной терапии. Имеются сообщения о смягчении или даже полном исчезновении устойчивых невропатических болей благодаря применению инсулиновых помп.[4]
- Последние работы о применении инсулиновых помп при диабете 2-го типа показали значительные улучшения относительно HbA1c, сексуальной функции и невропатических болей.[5]

## Недостатки применения инсулиновых помп
- Инсулиновые помпы, резервуары и инфузионные наборы гораздо дороже шприцев или шприц-ручек для инсулиновых инъекций.
- Так как инсулиновую помпу необходимо носить большую часть времени, пользователям необходимо соблюдать определённые правила для участия в мероприятиях, которые могут повредить помпу, например, при занятиях активными и водными видами спорта. Некоторые пользователи могут посчитать, что постоянное ношение помпы (вместе с трубкой инфузионного набора) является неудобным или тяжёлым.
- Случаи диабетического кетоацидоза могут возникать, если пользователь помпы не получает достаточно инсулина короткого или ультракороткого действия в течение многих часов. Это может произойти, если разряжена батарейка помпы, если резервуар для инсулина пуст, трубка негерметична и инсулин вытекает и не впрыскивается или если канюля перегнулась или перекрутилась в теле, препятствуя подаче. В связи с этим пользователи помп обычно чаще контролируют свой уровень сахара крови, чтобы оценить эффективность доставки инсулина.
- Возможность сбоя помпы и необходимость возврата к ежедневным инъекциям до устранения проблемы. Однако большинство производителей помп обычно предлагают программу получения новой помпы в течение 24 часов или позволяют пациенту недорого приобрести вторую помпу про запас. Кроме того, сама помпа выполняет большое количество самопроверок в течение дня, в некоторых случаях до 4 000 000, и может иметь второй процессор, выделенный специально для этого.

## Распространённость
Инсулиновые помпы всё шире используются по всему миру благодаря:
- простоте введения многократных инъекций инсулина для использующих Интенсивную инсулиновую терапию
- точной подаче очень маленьких болюсов, что важно для младенцев
- растущей поддержке среди врачей и страховых компаний ввиду снижения частоты долговременных осложнений
- улучшенному Мониторингу уровня глюкозы Новым приборам требуются капли крови меньшего размера, поэтому прокол пальцев ланцетом меньше и менее болезненный. Эти приборы также поддерживают альтернативные места взятия пробы для большинства стандартных проб, что обеспечивает практически безболезненные пробы. Это компенсирует необходимость более частого взятия проб на сахар у пользователей помп
- поддержке групповой демонстрации техники адаптации применения инсулиновых помп при занятиях спортом (в том числе водными видами) и упражнениями. Профессиональная помощь становится доступна в группах пациентов и в книгах. Помпа позволяет эффективно сочетать частично базальный инсулин из помпы и частично базальный инсулин из инсулина продлённого действия, например, Лантуса и Левемира. Эта техника стала известной под названием Непривязанный режим.

## Последние разработки
- остаточный инсулин: на основе времени и количества последнего болюса программа помпы рассчитывает остаток инсулина в кровотоке и отображает это значение на дисплее. Это облегчает процесс введения нового болюса до того, как будет исчерпан эффект предыдущего болюса, и тем самым помогает пользователю избежать избыточной компенсации высокого сахара крови ненужными корректирующими болюсами
- калькуляторы болюса: программа помпы помогает рассчитать дозу для следующего болюса инсулина. Пользователь вводит в граммах количество углеводов, которые будут потреблены, и специальный «помощник» рассчитывает требуемые единицы инсулина. При этом учитывается последний уровень глюкозы крови и остаточный инсулин и предлагается наилучшая доза инсулина, которая затем одобряется и вводится пользователем
- настраиваемые сигналы тревоги: помпа может отслеживать различные действия в течение дня и сигнализировать пользователю, если ожидаемое действие не выполнялось. Примеры действий: пропущенный болюс перед обедом, пропущенная проба на уровень глюкозы крови, новая проба на ГК через 15 минут после низкого результата пробы на ГК и др. Сигналы тревоги настраиваются для каждого пользователя индивидуально
- сенсорный ввод болюса: люди с нарушениями зрения могут воспользоваться этой кнопкой на помпе для введения инсулина без использования дисплея. Функция работает на основе системы звуковых сигналов, подтверждающих параметры болюса пользователю. Эта функция описывается как 'сенсорный', 'звуковой' или 'лёгкий' ввод болюса в зависимости от марки.
- связь с персональным компьютером: с конца 1990-х годов большинство помп могут соединяться с ПК для управления и документирования параметров настроек помпы и/или загрузки данных с помпы. Это упрощает учёт данных и обеспечивает интеграцию с Программами управления диабетом
- интеграция с глюкометрами: в помпу можно вручную вводить данные об уровне глюкозы крови, которые затем будут использоваться помощником для расчёта следующего болюса инсулина. Некоторые помпы поддерживают совместимость между инсулиновой помпой и глюкометром
  - серия инсулиновых помп Medtronic Diabetes Minimed Paradigm обеспечивает беспроводное соединение по Радио частоте (РЧ). Это позволяет помпе получать данные от глюкометра Lifescan (в США) или Bayer (в других странах). РЧ-соединение также поддерживает сенсор контроля глюкозы крови, известный как система непрерывного мониторинга глюкозы Paradigm REAL-Time, который по беспроводному каналу каждые 5 минут передаёт значение глюкозы в межтканевой жидкости на экран помпы. В системе Paradigm REAL-Time устройство непрерывного мониторинга впервые было соединено с системой инсулиновой помпы.
  - Инсулиновая помпа Accu-Chek Combo компании Roche Diabetes Care имеет встроенный глюкометр. После взятия пробы на глюкозу крови встроенным глюкометром пользователь может использовать помощник расчёта болюса и ввести требуемый болюс.
  - Omnipod фирмы Insulet имеет отдельный пульт дистанционного управления со встроенным измерительным прибором, работающим с тест-полосками Freestyle
- полнофункциональное дистанционное управление: OmniPod фирмы Insulet имеет отдельный электронный дисплей и органы управления. Этот пульт ДУ имеет встроенный измерительный прибор, работающий с тест-полосками Freestyle. Помпа Animas OneTouch Ping имеет дистанционный измерительный прибор на основе Lifescan OneTouch UltraSmart, который можно использовать как глюкометр и для дистанционного управления помпой
- простое дистанционное управление: к помпам Medtronic опционально предлагается дистанционный пульт управления по РЧ, позволяющий пользователю ввести отдельный болюс или остановить подачу инсулина, когда помпа под одеждой или недоступна. Данная функция была представлена в 1999 году
- исполнение без трубки: модель OmniPod присоединяется непосредственно к коже посредством встроенного инфузионного набора, без использования инфузионного набора.

## Будущие разработки
- При соединении технологии инсулиновой помпы с системой непрерывного мониторинга глюкозы крови технология обещает обеспечить контроль уровня сахара крови в реальном времени. В настоящее время нет развитых алгоритмов автоматического управления подачей инсулина на основе полученного уровня глюкозы крови. Когда этот цикл замкнётся, система сможет работать как Искусственная поджелудочная железа.
- Инсулиновые помпы могут быть применены для введения прамлинтида (синтетического амилина) вместе с инсулином — для улучшенного контроля постпрандиальной гликемии по сравнению с использованием одного лишь инсулина.